# Simon Dickie
Simon Dickie, novozelandski veslač, * 31. marec 1951, Waverley, Nova Zelandija, † 13. december 2017.
Dickie je bil krmar novozelandskih čolnov na Poletnih olimpijskih igrah 1968, 1972 in 1976.
Leta 1968 je bil krmar četverca s krmarjem, ki je osvojil zlato medaljo v postavi Dick Joyce, Dudley Storey, Ross Collinge, Warren Cole in Simon Dickie. 
Na naslednjih dveh olimpijadah je bil krmar osmerca, ki je v Münchnu osvojil zlato, v Montrealu pa bronasto medaljo.